# 德倫特省旗

德倫特省旗

德倫特省旗制定於1947年2月19日。旗幟顏色紅色和白色是這一地區的傳統代表色。六顆星星象徵古代這裡的六個地區。黑色城堡象徵庫福爾登。